# جيمس فيرنون سميث
جيمس فيرنون سميث (بالإنجليزية: James Vernon Smith)‏ هو سياسي أمريكي، ولد في 23 يوليو 1926 في أوكلاهوما سيتي في الولايات المتحدة، وتوفي في 23 يونيو 1973 في مقاطعة غرادي في الولايات المتحدة. حزبياً، نشط في الحزب الديمقراطي والحزب الجمهوري. وقد انتخب عضو مجلس النواب الأمريكي.